# Cogne
Cogne és un municipi italià, situat a la regió de Vall d'Aosta. L'any 2007 tenia 1.457 habitants. Limita amb els municipis d'Aymavilles, Brissogne, Champorcher, Charvensod, Fénis, Gressan, Locana (TO), Noasca (TO), Ronco Canavese (TO), Saint-Marcel, Valprato Soana (TO) i Valsavarenche.

## Administració
| Període | Identitat     | Partit        |
| ------- | ------------- | ------------- |
| 2005-   | Bruno Zanivan | Llista cívica |

## Personatges il·lustres
- Aimé Berthet, mestre i polític.
- Joseph-Marie Henry, sacerdot i botànic

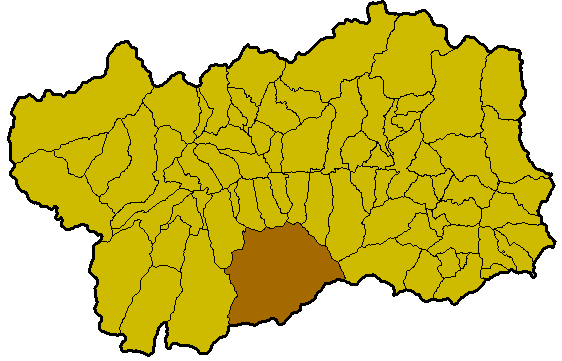
Situació de Cogne a la Vall